# Europapark (Klagenfurt am Wörthersee)

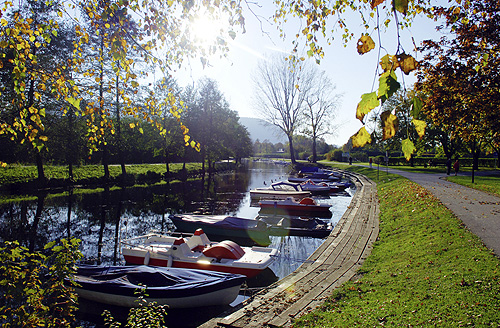
Im Süden wird der Europapark vom Lendkanal mit einem Anlegeplatz für kleine Boote begrenzt

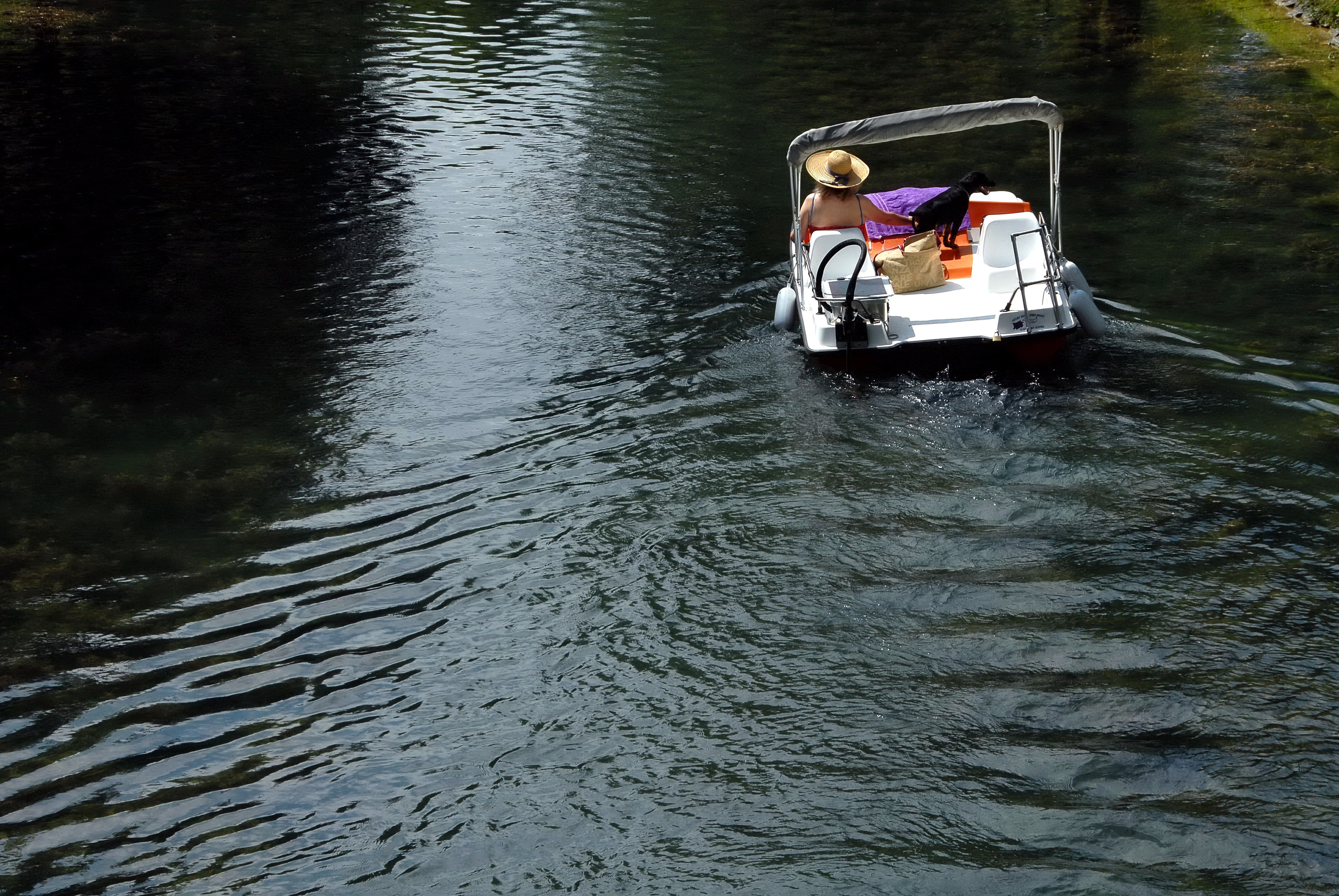
Bootsfahrt auf dem Lendkanal

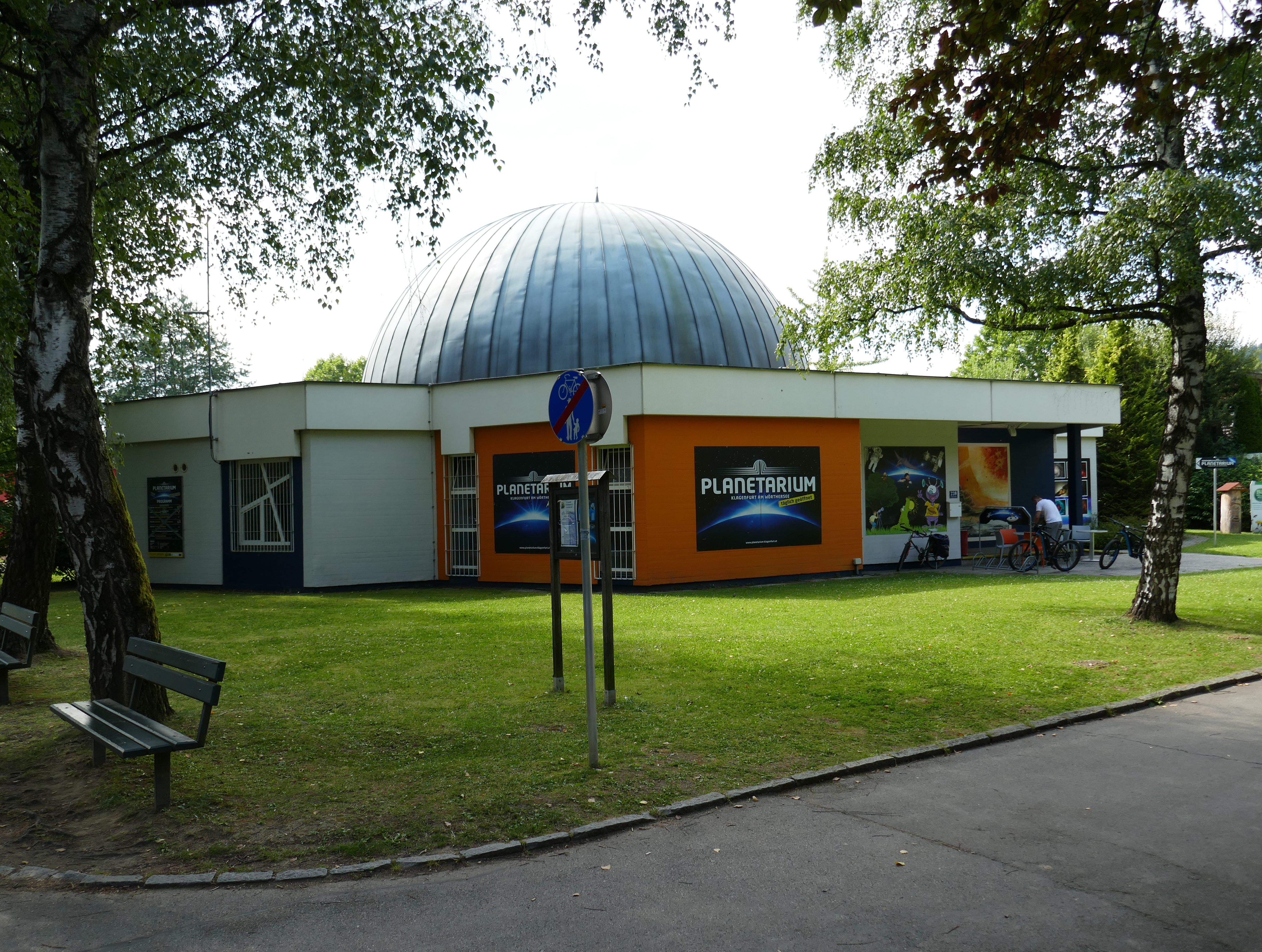
Planetarium Klagenfurt

Der Europapark ist eine städtische Parkanlage mit Gartenkunst in der Stadtgemeinde Klagenfurt am Wörthersee im österreichischen Bundesland Kärnten. Die Skulpturen, die im Park zu sehen sind, stehen unter Denkmalschutz.
Mit rund 22 Hektar ist die Parkanlage die größte in Klagenfurt am Wörthersee und auch eine der größten Parkanlagen Österreichs.
Sie befindet sich in unmittelbarer Nähe zum Wörthersee in einem Dreieck zwischen dem Klagenfurter Strandbad, dem Lendkanal und dem Miniaturpark Minimundus. Der Name soll die Weltoffenheit Klagenfurts symbolisieren. Dies wird auch durch Flaggen der verschiedenen Partnerstädte zum Ausdruck gebracht, die im Europapark zu sehen sind.
Das Gebiet des heutigen Parks war ursprünglich – wie auch das heutige Landschaftsschutzgebiet „Lendspitz“ südlich des Lendkanals – durch den hohen Grundwasserspiegel ein Feuchtgebiet. Nach dem Zweiten Weltkrieg wurde das Gebiet mit den Trümmern der bombardierten Stadt trockengelegt und im Jahr 1965 als Park eröffnet. Anlässlich des 25-jährigen Bestehens wurde im Jahr 1990 eine Steinskulptur errichtet und diese dem Parkgründer, Altbürgermeister Hans Ausserwinkler, gewidmet.

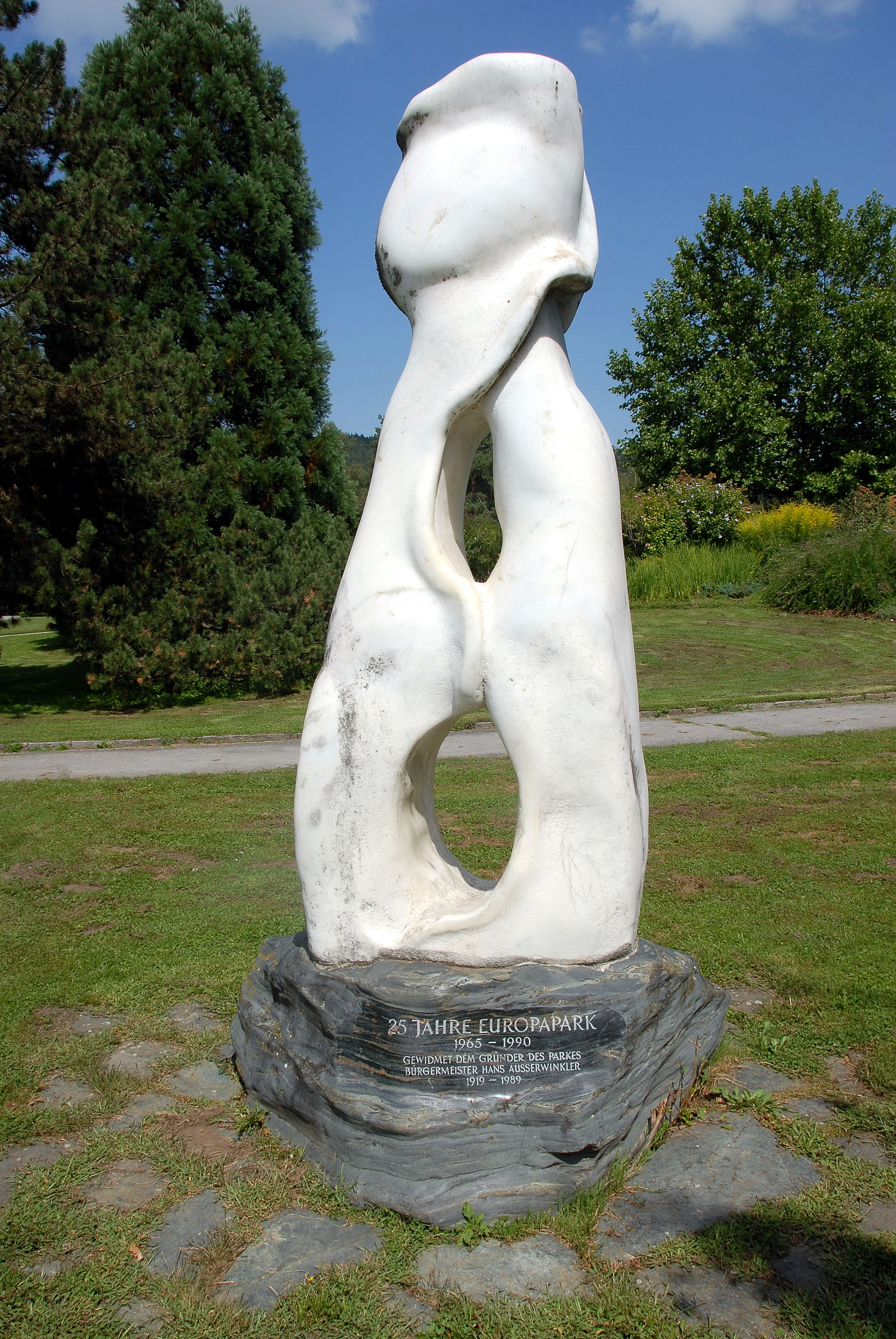
Steinskulptur zum 25-jährigen Bestand des Europaparks
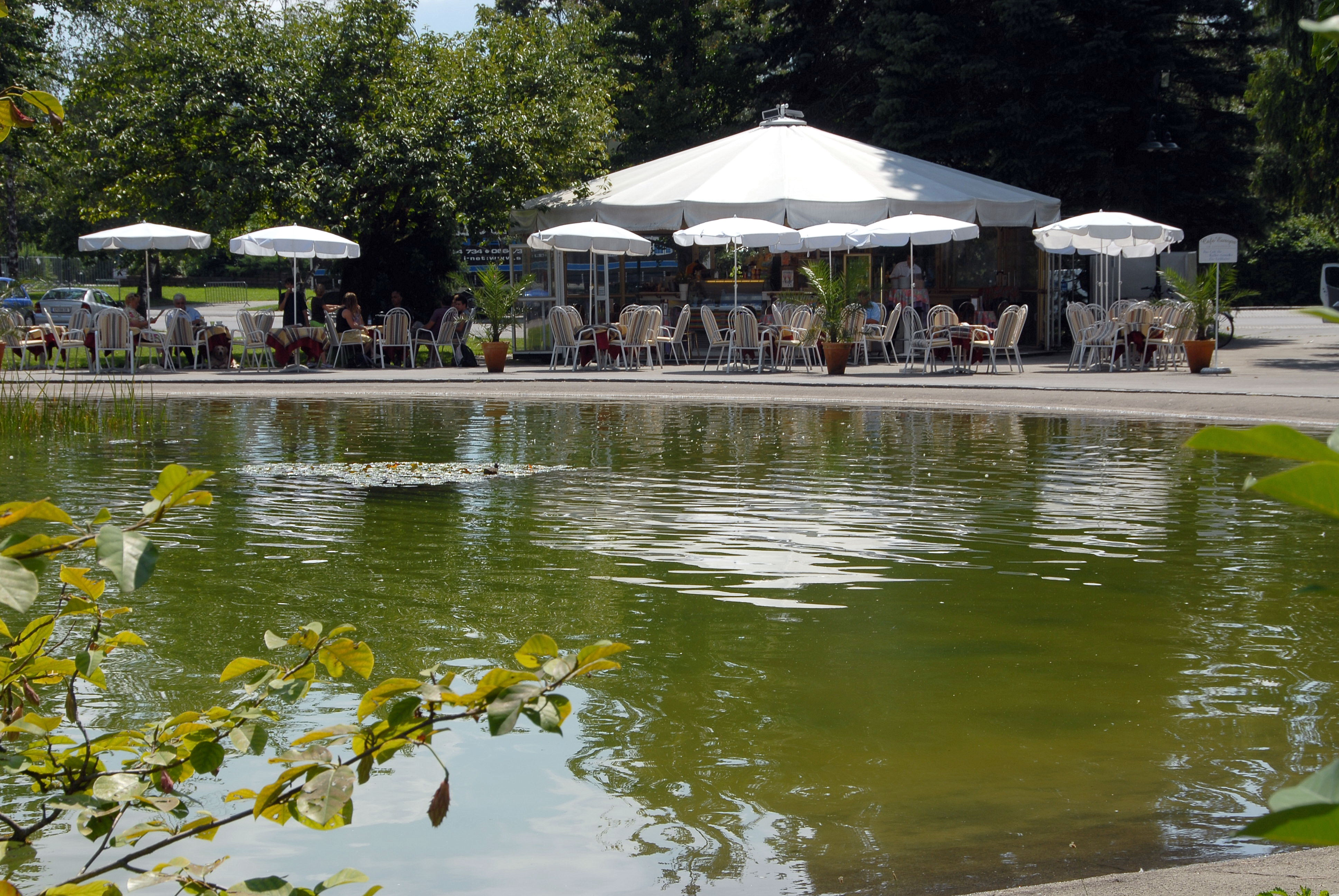
Café Europa im Klagenfurter Europapark
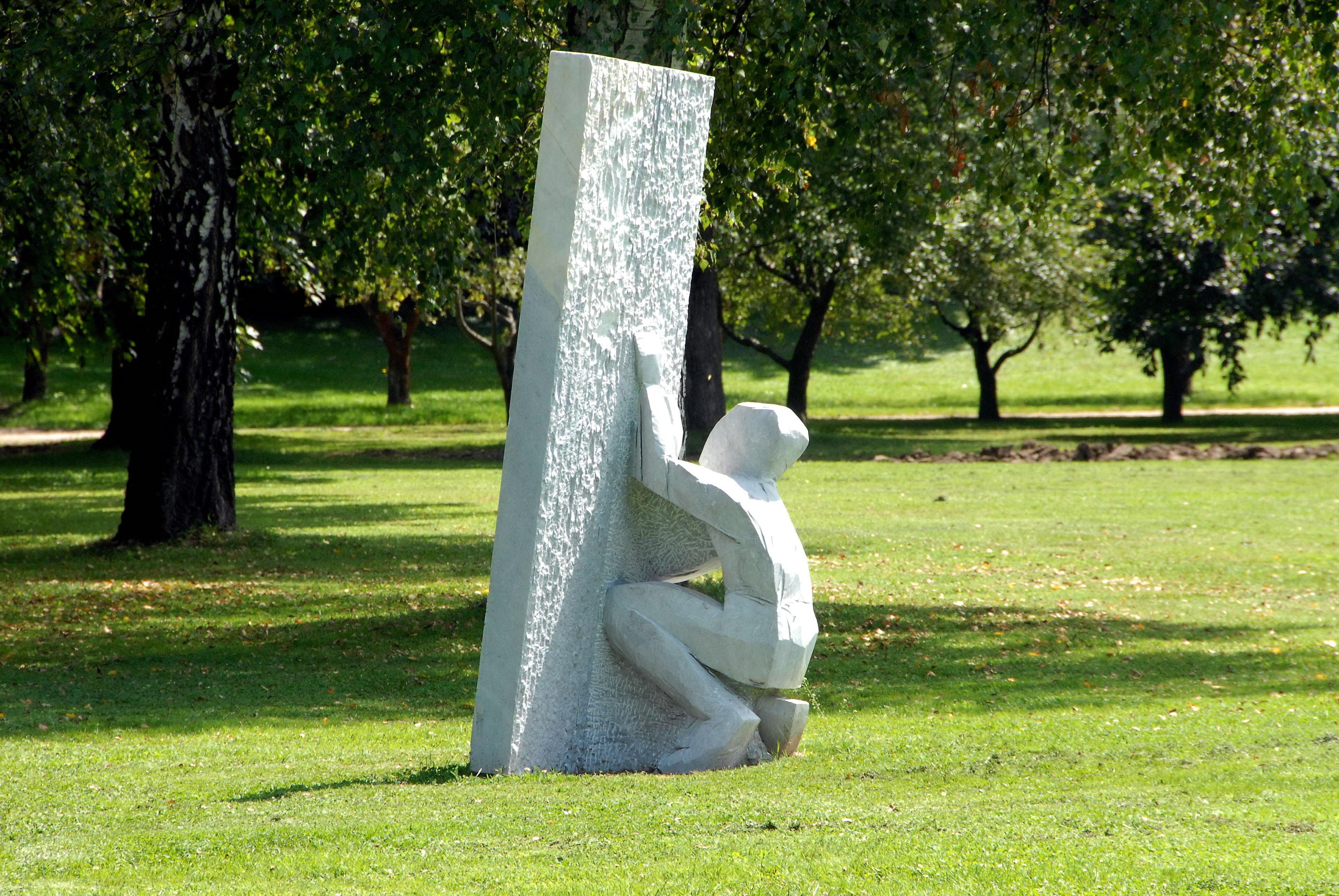
Skulptur „Verändern“, geschaffen 1995 durch den Bildhauer Helmut Machhammer aus Krastaler Marmor

Der Europapark präsentiert sich heute als großstädischses Naherholungsgebiet für die Bewohner Klagenfurts. Verschiedene kostenlose Freizeiteinrichtungen wie „Freiluft-Schach“, der größte Kinderspielplatz Kärntens, Beach-Volleyball-Platz, Skatepark mit Halfpipe, Miniramp und vielen anderen Geräten und ein Outdoor-Trainingspark mit oordinations- und Balancegeräten sollen den Besuchern Abwechslung und Zerstreuung bieten. In der unmittelbaren Nähe des Areals des Europaparks befinden sich der Miniaturpark Minimundus, das Planetarium Klagenfurt und der Reptilienzoo Happ.
Pläne der Stadtverwaltung, die Ostbucht des Wörthersees zu verbauen, z. B. mit Luxushotel und einem Hallenbad wurden wieder verworfen.

## Kunstwerke
Der Europapark ist geprägt von zahlreichen großen Steinskulpturen, die von internationalen Symposien für Bildhauerei in den Jahren 1968 und 1969 stammen. Neuere Skulpturen stammen von einem Symposium aus dem Jahr 1995. Vertretene Künstler sind zum Beispiel Leo Kornbrust, Karl Prantl, Hermann J. Painitz und der in Kärnten lebende Wu Shaoxiang.

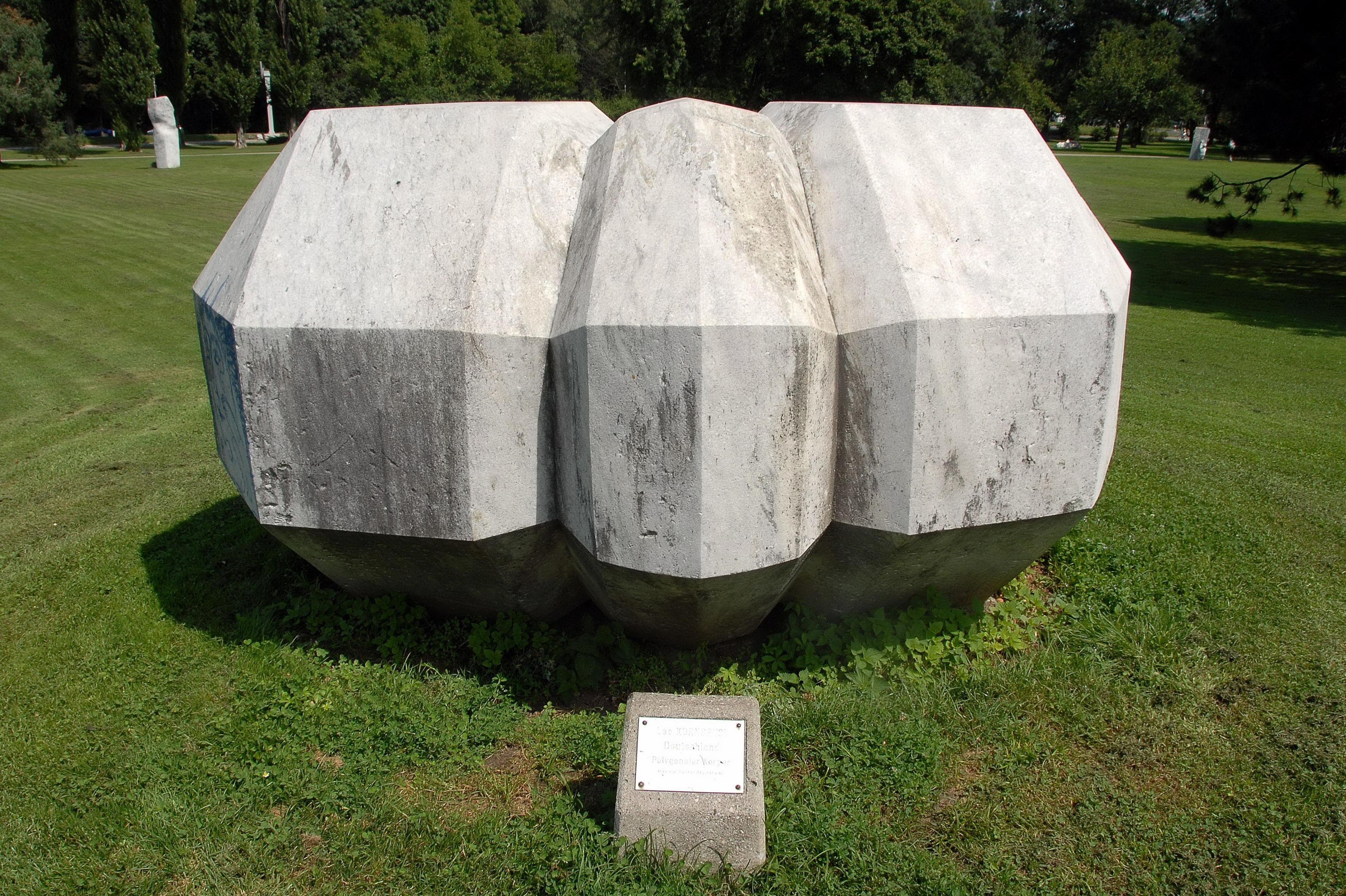
„Polygonaler Körper“, geschaffen vom saarländischen Bildhauer Leo Kornbrust
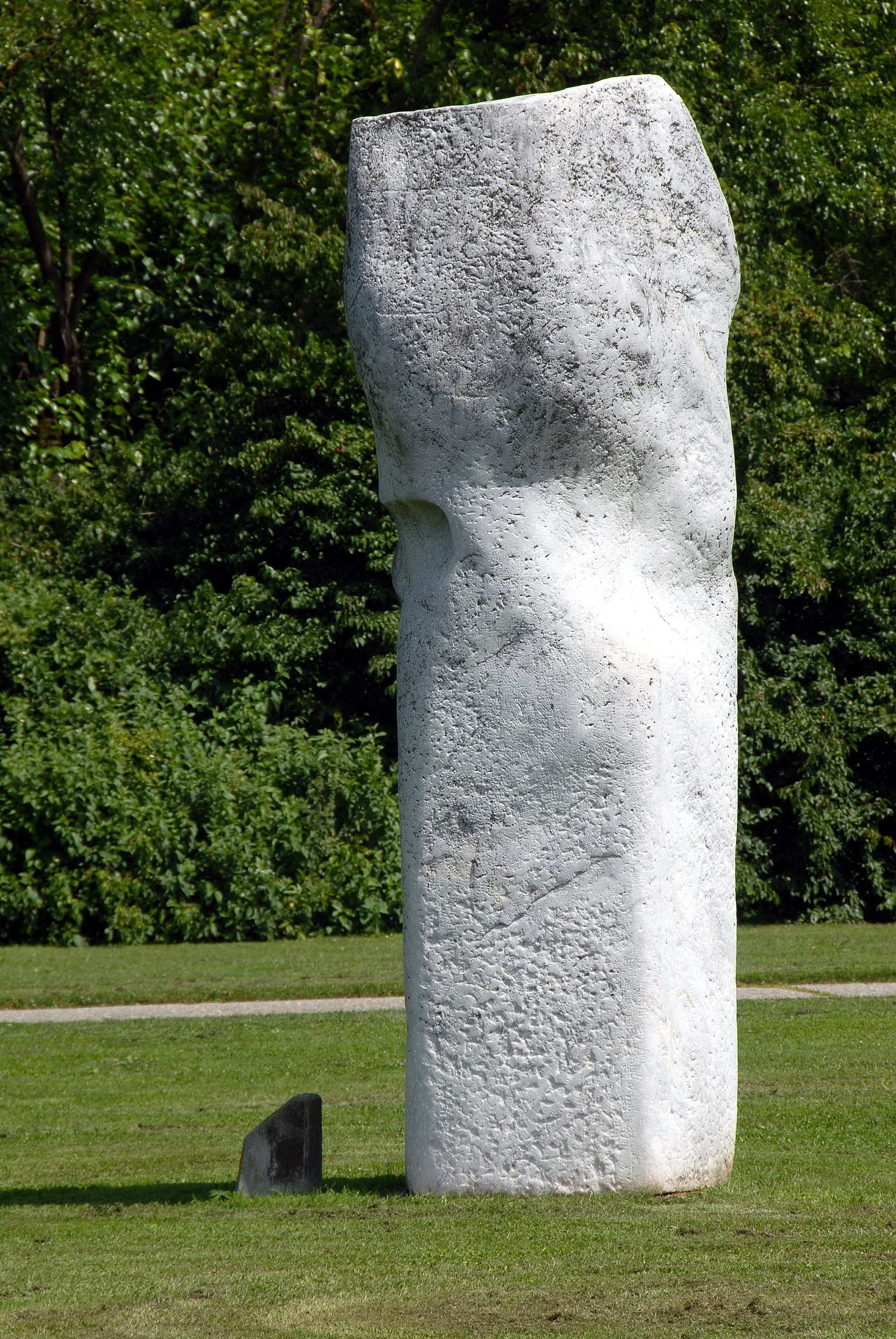
„Steinsäule“ vom tschechischen Bildhauer Miloslav Chlupáč

## Veranstaltungen
Die große Parkanlage neben dem Wörthersee bietet sich für Großveranstaltungen, wie zum Beispiel dem jährlich stattfindenden internationalen Heißluftballon-Cup „Rose vom Wörthersee“, an. Auch der Sportwettbewerb  Ironman Austria hat hier seinen Start und sein Ziel.